# Мічуріно (Павлодарський район)
Мічу́ріно (каз. Мичурино) — село у складі Павлодарського району Павлодарської області Казахстану. Адміністративний центр Мічурінського сільського округу.
Населення — 1489 осіб (2021; 1204 у 2009, 977 у 1999, 1176 у 1989).
Національний склад станом на 1989 рік:
- росіяни — 50 %
- німці — 22 %